# 张晋 (1965年)
张晋(1965年6月—)，北京市人，湖北省政协委员、曾任湖北省卫生健康委员会党组书记，2019冠状病毒病中国大陆疫情在湖北省爆发后，张晋于2020年2月10日被免职，2021年，不再担任湖北省政协委员。张晋曾就读于同济医科大学、武汉大学。